# Командир (фільм, 1963)
«Командир» (італ. Il comandante) — фільм 1963 року режисера Паоло Еуша (Paolo Heusch).

## Сюжет
У зв'язку з віком полковникові Антоніо Каваллі (Тото), присвоюють звання генерала і відправляють у відставку. Генерал Каваллі не може бути без діла, а тому починає писати мемуари, які під час пожежі згоріли. Щоб знову не бути без діла, генерал влаштовується на роботу до будівельної компанії. Та чи буде нова робота достойним заняттям для колишнього військового?

## Ролі виконують
- Тото — генерал Антоніо Каваллі
- Андреїна Паньяні — Франческа Каваллі
- Франко Фабріці — Сандреллі
- Брітт Екланд — Іріс
- Луч'яно Марін[it] — Франко Каваллі
- Лінда Сіні[it] — графиня
- Карлотта Баріллі[it] — Луїза
- Маріо Кастеллані[it] — капітан Кастеллетті

## Навколо фільму
- Це був 86-й фільм виконавця головної ролі — актора Тото.
- Фільм був знятий за вісім тижнів у вересні — жовтні 1963 року, що більше, ніж удвічі, перевищує час фільмування інших кінострічок Тото.[1]
- Тото під час зйомок був практично майже сліпим: тому він не міг дублювати себе, і доводилося записувати синхронізований звук у процесі фільмування, у той час, коли це було не так легко, як зараз.